# Aquaspirillum soli
Espèce
Aquaspirillum soli est espèce de bactérie du genre Aquaspirillum. Ce sont des bactéries à gram négatif aérobies de forme spirallée.

## Taxonomie
L'espèce Aquaspirillum soli a été classée dans le genre Aquasipirillum décrit depuis 1973sur la base de sa composition en bases GC, sa morphologie, ses caractéristiques générales, de l'hybridation ADN-ADN et de sa séquence nucléotidique de l'ARNr 16S.

### Étymologie
L'étymologie du nom de genre Aquaspirillum est basée sur le mot aqua et se résume ainsi : A.qua.spi.ril.lum. L. fem. n. aqua, eau; Gr. fem. n. speîra, une spiralle; N.L. neut. dim. n. spirillum, une petite spiralle; N.L. neut. dim. n. Aquaspirillum, une petite spiralle aquatique. L'étymologie de l'épithète caractéristique de cette espèce est so’li. L. gen. neut. n. soli, de sol car la souche type a été isolé du sol.

## Habitat
La souche type de cette espèce a été isolée du sol d'un étang de roseaux à Shangqiu, dans la province du Henan (Chine).